# 博若莱长廊

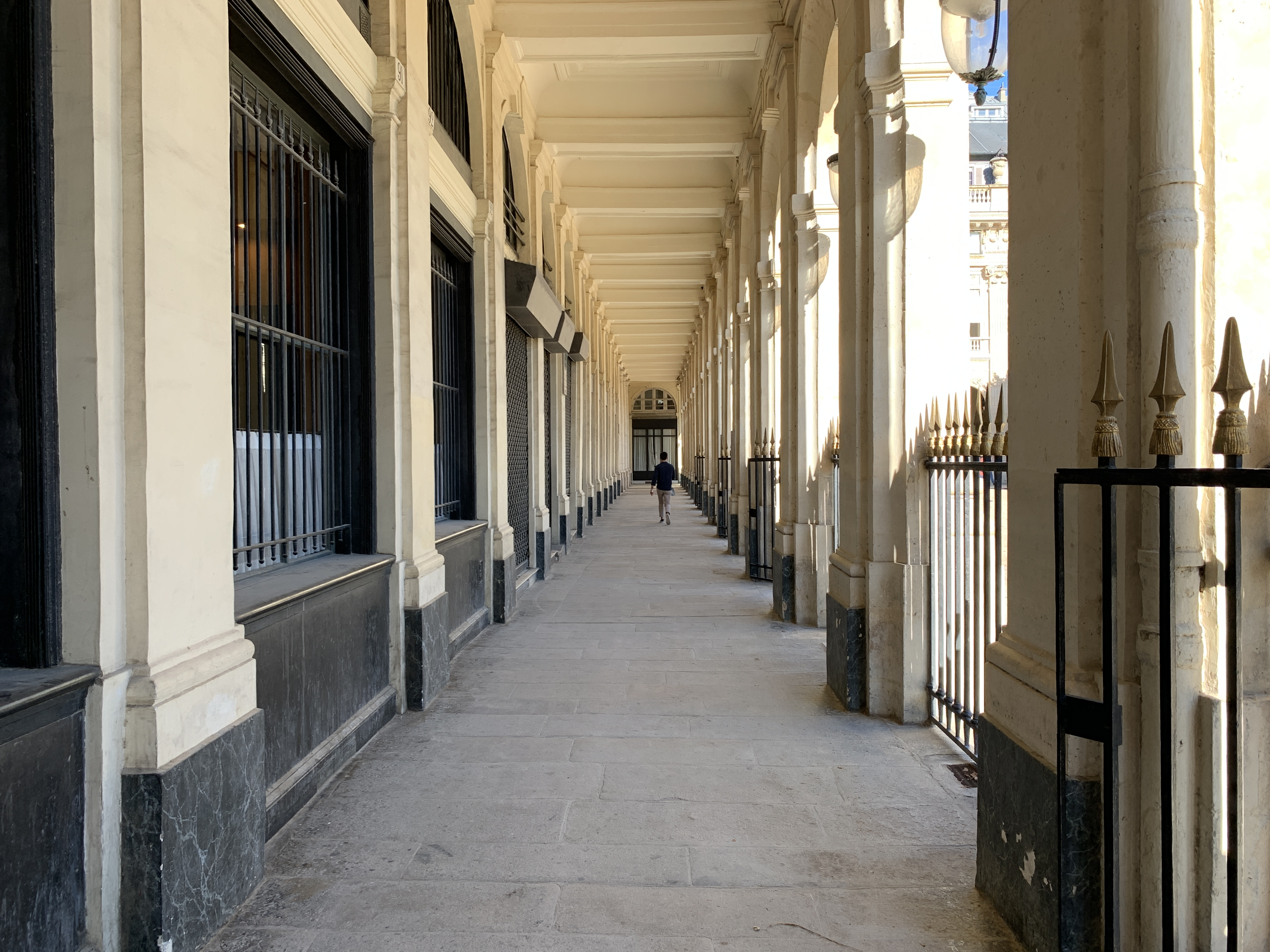
博若萊長廊（2021年6月）

博若莱长廊（Galerie de Beaujolais）位于巴黎第一区，是位于巴黎皇家宫殿内的柱廊之一，沿着巴黎皇家宫殿花园的北侧，长70米，宽3.3米，其两端分别是博若莱柱廊（Péristyle de Beaujolais）和瓦卢瓦柱廊（péristyle de Valois）。

## 特别地点
- Grand Véfour：历史悠久的米其林星级餐厅。原为咖啡馆，于1784年开业，大革命后变成了餐厅。该餐厅已经恢复了第二帝国时期的装饰。
- 法兰西喜剧院的图书馆-博物馆。
- Montansier小姐的沙龙：在她的客厅里曾招待当时所有的政治家：保罗巴拉斯，雅克·赫伯特，乔治·雅克·丹东，让 - 保尔·马拉，马克西米利安罗伯斯庇尔，卡米尔·德穆兰，乔治·库东和拿破仑·波拿巴。
- 盲人咖啡馆（Café des Aveugles）：乐团的音乐家都是盲人。

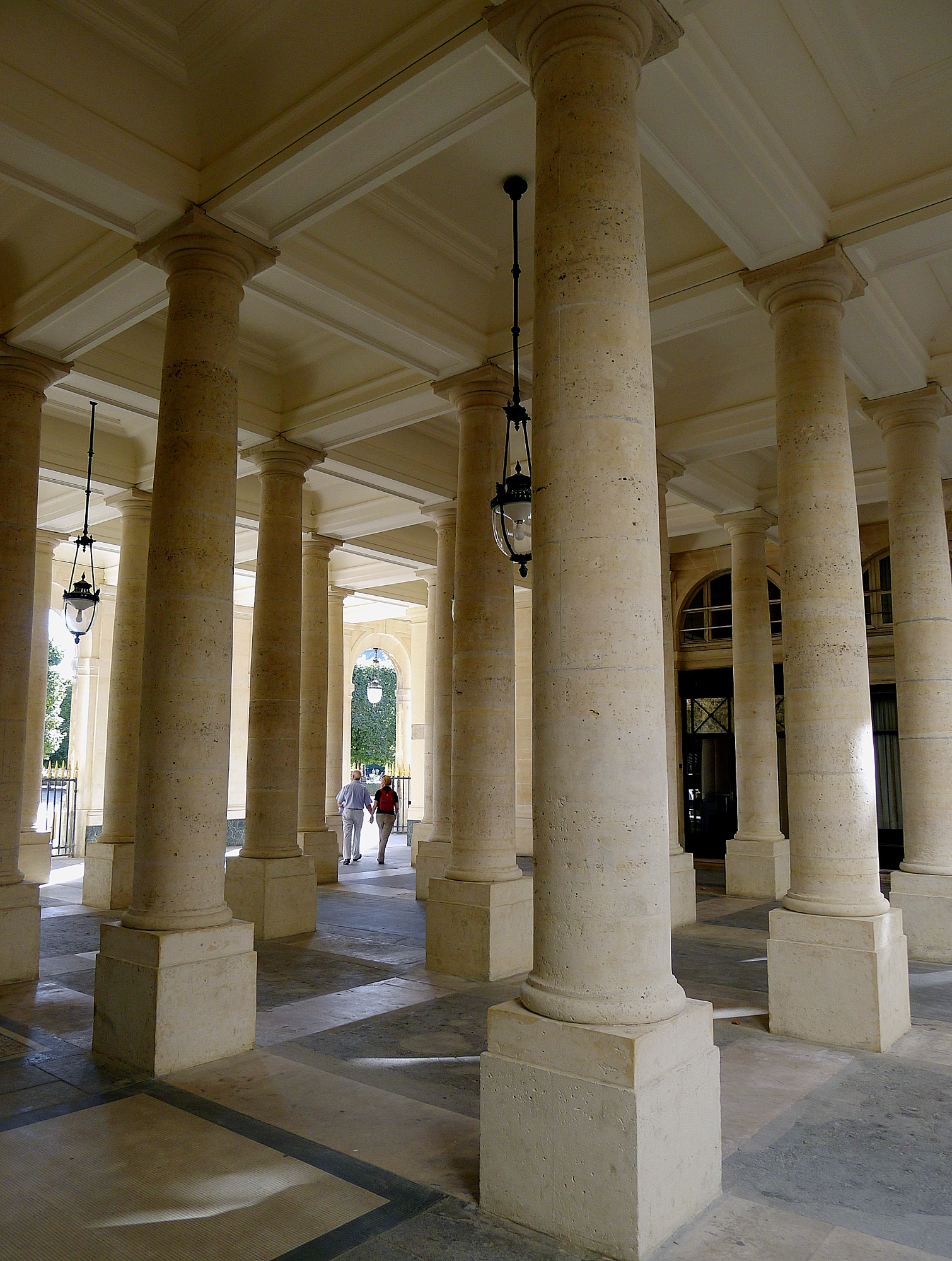
博若莱柱廊
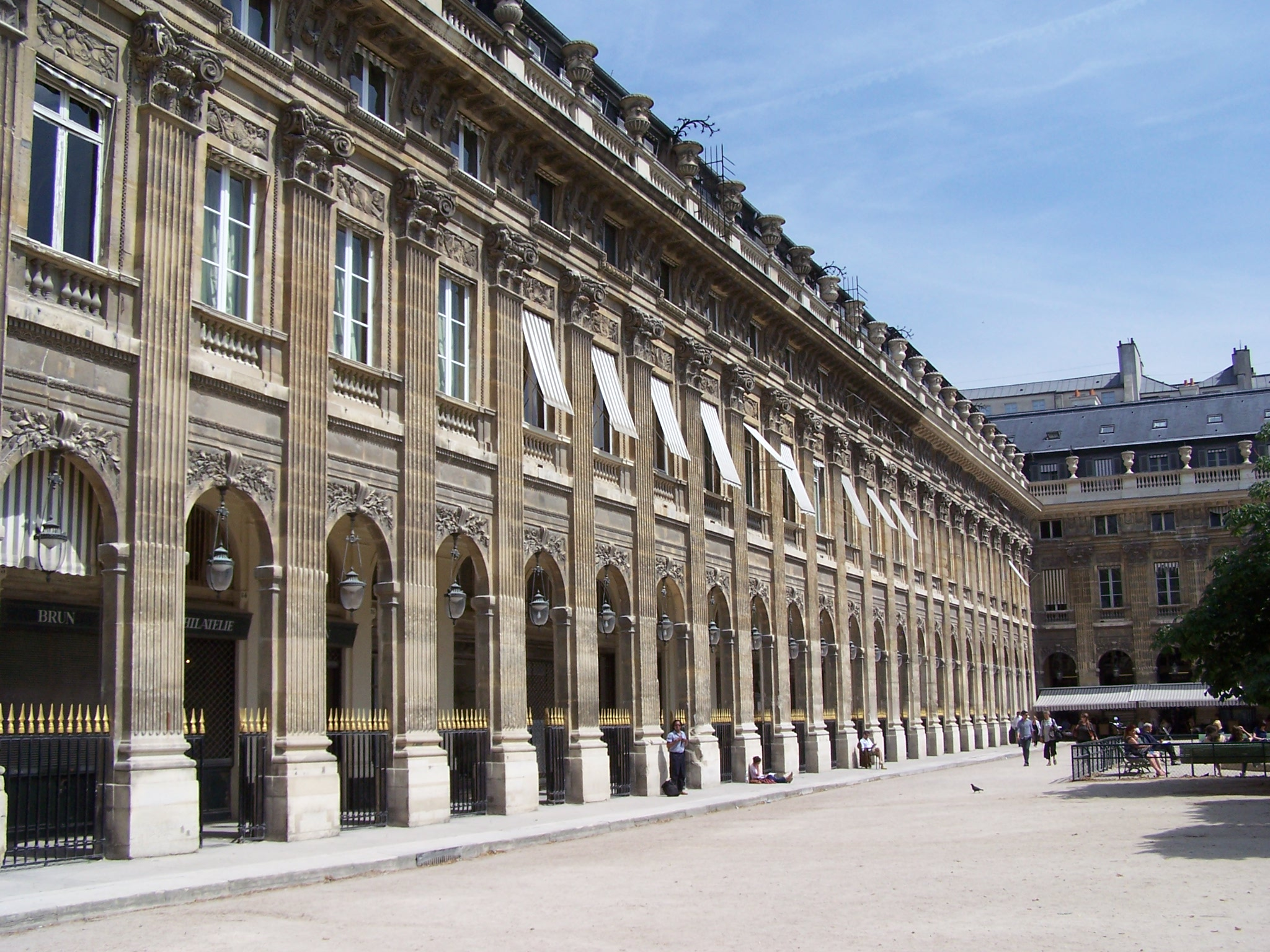
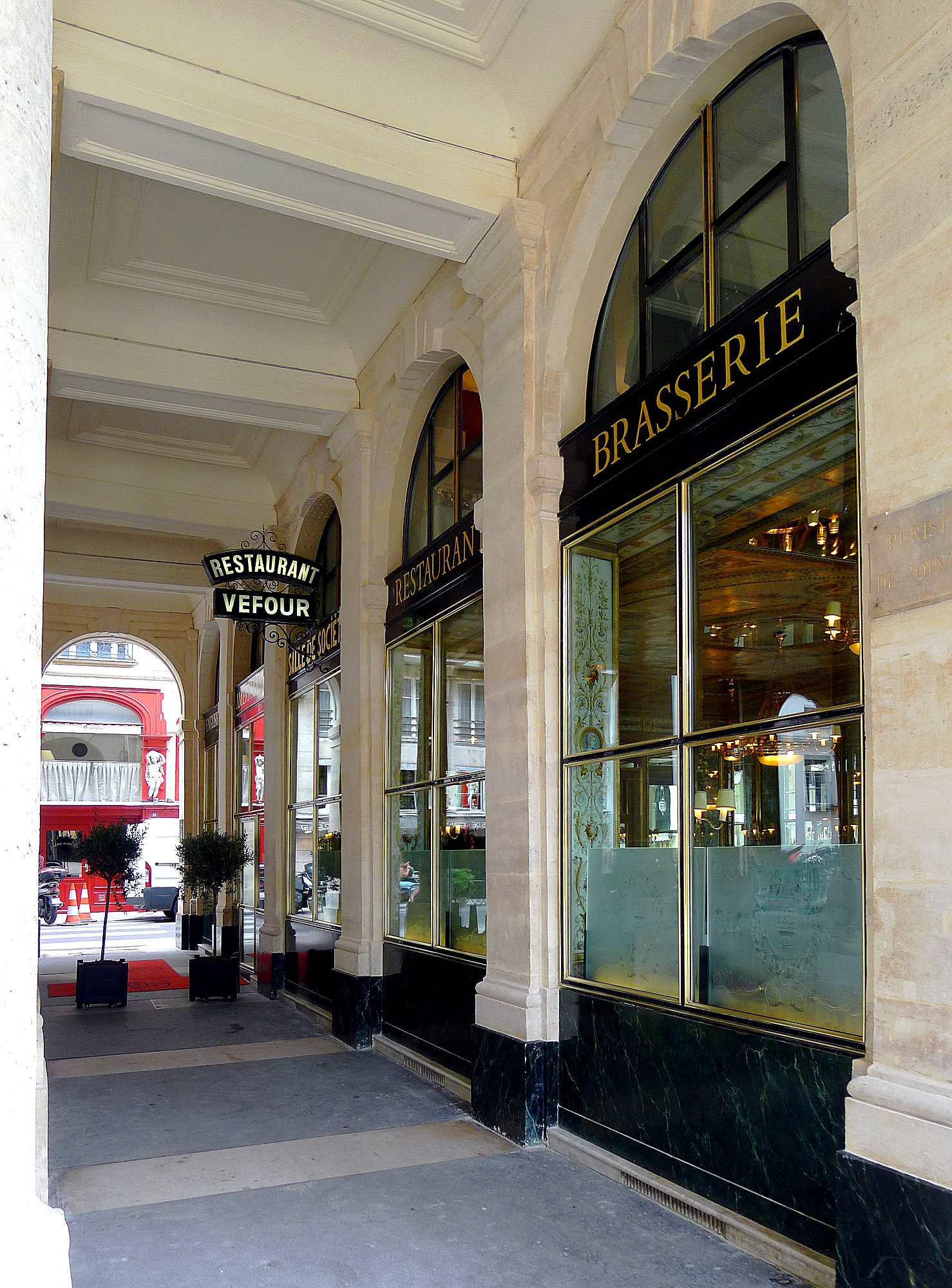
Grand Véfour入口
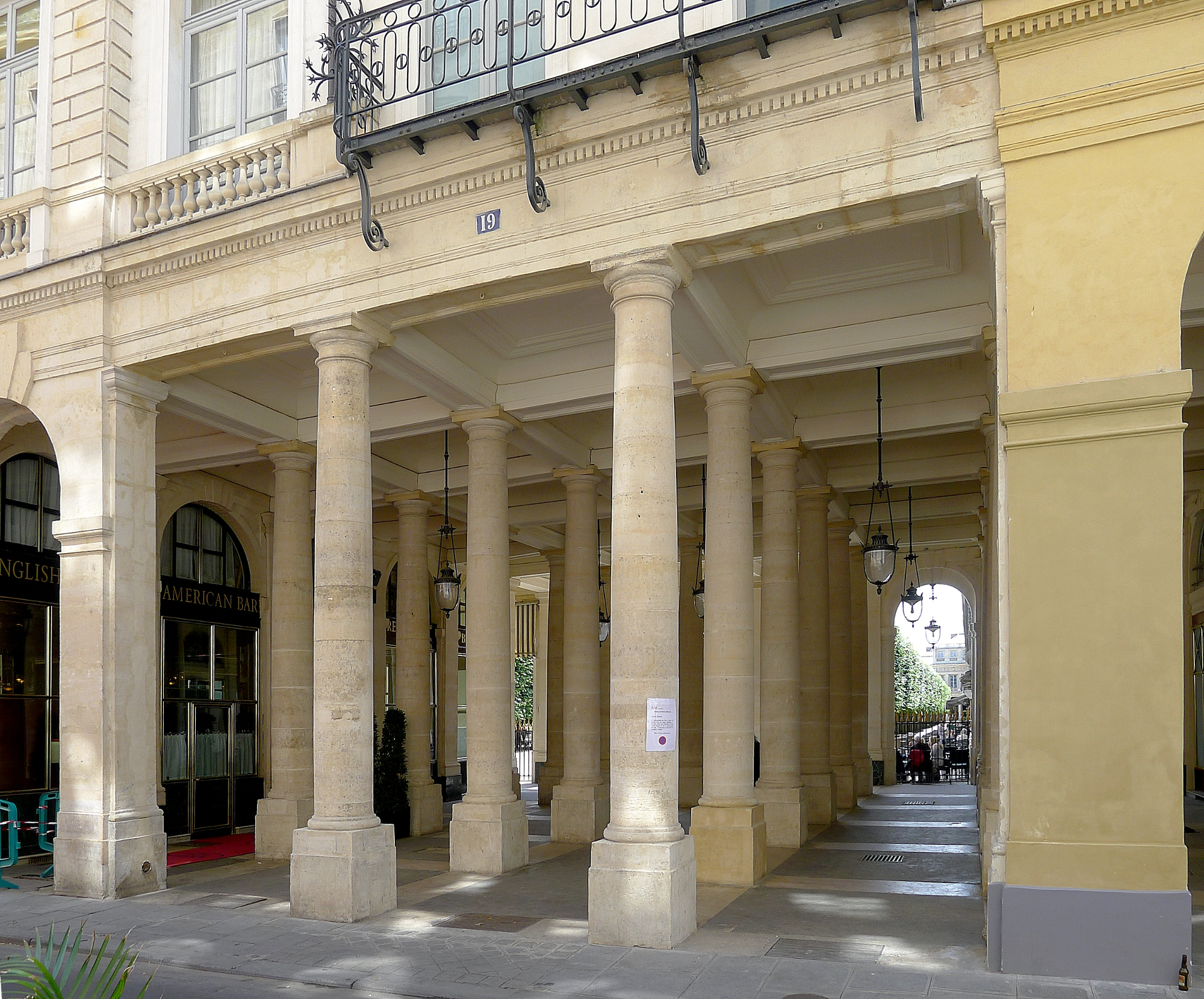
Joinville柱廊